# Punctelia hypoleucites
Punctelia hypoleucites é uma espécie de líquen folioso (semelhante a uma folha) pertencente à família Parmeliaceae [en]. Formalmente descrita pelo botânico finlandês William Nylander como uma espécie do gênero Parmelia [en], foi transferida para o gênero Punctelia [en] em 1982. Este líquen ocorre na África, América do Norte e América do Sul, onde cresce sobre a casca de árvores tanto decíduas quanto coníferas. Seu talo, de coloração cinza-esverdeada, é coberto por minúsculas pseudocifelas brancas – pequenos orifícios na superfície que auxiliam na troca gasosa. Características macroscópicas que ajudam a diferenciá-la de outras espécies próximas do gênero incluem a presença e a estrutura dos apotécios (órgãos reprodutivos sexuais), a ausência de propágulos assexuados na superfície e a coloração marrom-clara da face inferior do talo. Quimicamente, a presença de ácido lecanórico na medula e atranorina no córtex ajuda a distingui-la de espécies semelhantes.

## Taxonomia
O líquen foi descrito como uma nova espécie por William Nylander em 1858, sob o nome Parmelia hypoleucites. Os holótipos foram coletados no Pico de Orizaba, Veracruz, México, por Fritz Müller, que os enviou a Nylander para identificação. Nylander destacou sua semelhança com Parmelia saxatilis [en], mas observou que era mais liso, com a face inferior mais pálida e rizinas esbranquiçadas (estruturas semelhantes a raízes).
O epíteto específico combina o prefixo grego hypo- ("abaixo") com uma forma da palavra leukos ("branco"). Embora Nylander não tenha mencionado em seu texto, Müller enviou dois espécimes de Veracruz, ambos nomeados Parmelia hypoleucites por Nylander. O menor deles está fixado à casca (sendo claramente corticícola), mas é pouco desenvolvido e não possui conídios (esporos assexuados) nem apotécios (estruturas portadoras de ascos). O segundo espécime é maior, possui conídios, mas tem a face inferior limpa, sugerindo crescimento em rocha. Em 1965, Mason Hale designou o maior espécime como o tipo da espécie, decisão seguida por Hildur Krog e Dougal Swinscow em seu estudo de 1977 sobre o complexo de espécies Parmelia borreri.
Alguns anos depois, William e Chicita Culberson relataram diferenças no comprimento dos conídios em populações de P. hypoleucites coletadas no Arizona e no México. Eles observaram que os morfos de conídios longos (P. hypoleucites) cresciam em cascas e tinham distribuição restrita às florestas das terras altas mexicanas, enquanto os morfos de conídios curtos cresciam em rochas e eram amplamente distribuídos no centro-sul da América do Norte, com poucas ocorrências nas regiões dos morfos de conídios longos. Eles usaram esse dimorfismo para distinguir o morfo de conídios curtos como uma espécie distinta, P. semansiana, usando o maior espécime de Müller como o tipo dessa nova espécie, e designaram o menor espécime corticícola como tipo de Parmelia hypoleucites. Posteriormente, em 2003, Robert Shaw Egan constatou que P. semansiana era idêntica a P. graminicola.
Krog transferiu Parmelia hypoleucites e outras 21 espécies de Parmelia com pseudocifelas (poros minúsculos que facilitam a troca de gases) arredondadas (puntiformes) para o gênero circunscrito Punctelia em 1982.

## Descrição

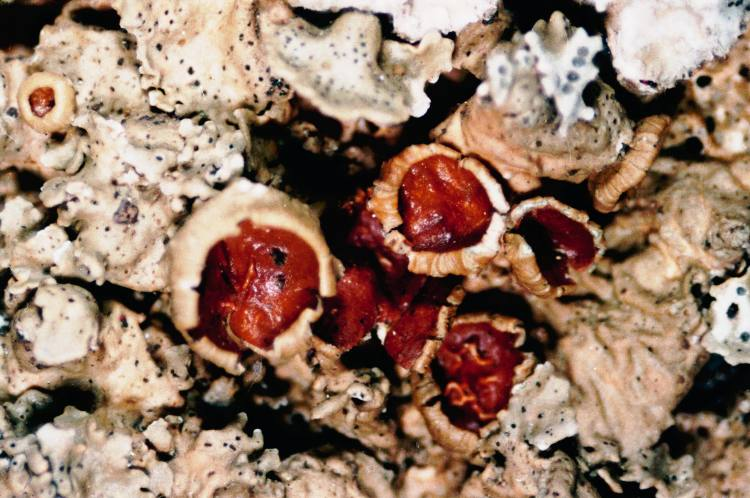
Detalhe de apotécios de um espécime de herbário

Punctelia hypoleucites possui um talo folioso com diâmetro de 7 cm ou mais, podendo atingir até 12 cm, que se fixa firmemente ao substrato. Quando fresco, a superfície superior do talo apresenta coloração cinza-esverdeada; quando seco, torna-se marrom-amarelada. Os lobos individuais que compõem o talo têm geralmente até 5 mm de largura (às vezes até 1 cm), com extremidades arredondadas, por vezes desenvolvendo uma margem acastanhada estreita e brilhante. Toda a superfície do talo é coberta por abundantes pseudocifelas brancas puntiformes, com até 0,5 mm de diâmetro. Não há estruturas reprodutivas assexuadas, como sorédios ou isídios. Picnídios conspícuos (ascomas assexuados) estão presentes no talo como pequenos pontos pretos, especialmente próximos às margens dos lobos. Os lobos arredondados medem de 2 a 6 mm de largura. A medula – uma camada de hifas entrelaçadas abaixo do córtex superior – é branca, enquanto a face inferior do talo é marrom-clara. As rizinas são abundantes na face inferior; são esbranquiçadas ou marrons e geralmente não ramificadas. Os apotécios têm de 5 a 15 mm de diâmetro e são numerosos. Essas estruturas reprodutivas em forma de taça estão posicionadas na superfície do talo e possuem um himênio (tecido fértil portador de esporos) marrom, com uma margem espessa (excípulo) ligeiramente curvada para dentro. Pseudocifelas ocorrem no excípulo. Os esporos, em número de oito por asco, têm forma elipsoide, não possuem septos, são lisos, translúcidos (hialinos) e de parede finas; medem 14,4–17,6 por 8,8–9,6 μm. Os conídios são filiformes e hialinos, medindo tipicamente 9,6 por 12 μm.
Testes químicos padrão podem ser usados para identificar Punctelia hypoleucites. Na medula, ocorre uma coloração vermelha na reação com hipoclorito de potássio (KOCl), indicando a presença de ácido lecanórico. O córtex contém atranorina, resultando em uma coloração amarela na reação com KOH.

### Espécies semelhantes
Punctelia hypoleucites é bastante semelhante em aparência à P. bolliana [en]; ambas têm a face inferior marrom, possuem apotécios e não apresentam sorédios nem isídios, mas P. hypoleucites contém ácido lecanórico, enquanto a medula de P. bolliana contém ácidos liquesterínico e protoliquesterínico. Outra espécie de líquen semelhante é a P. subpraesignis, que pode ser distinguida por sua face inferior marrom-escura a quase preta e, quimicamente, pela presença de ácido girofórico em vez de ácido lecanórico. Devido às suas abundantes pseudocifelas e aparência geral semelhante, a Flavopunctelia praesignis também pode ser confundida com P. hypoleucites, mas esta espécie tem a face inferior preta e uma coloração geral verde-amarelada devido ao ácido úsnico.

## Habitat e distribuição

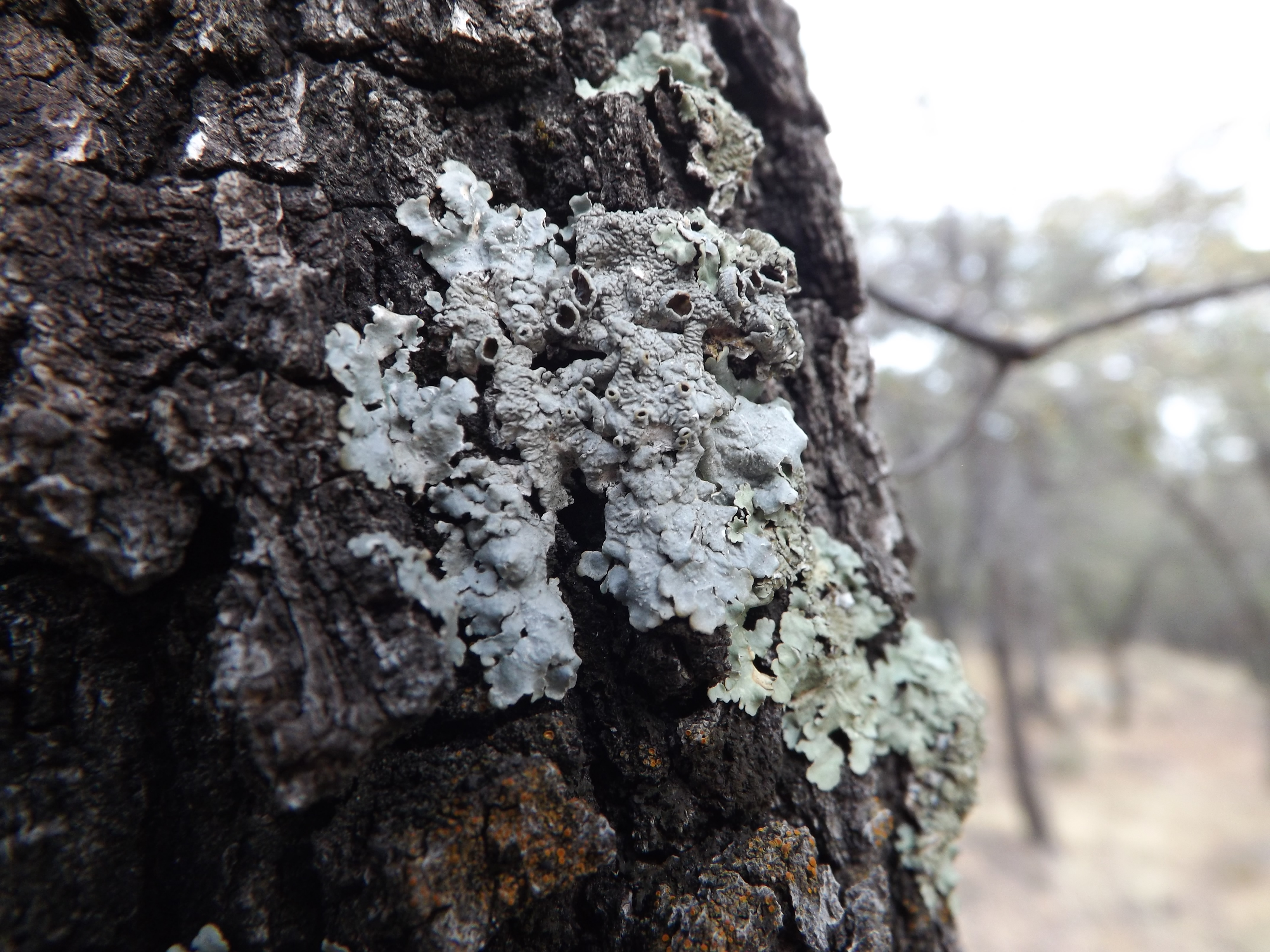
Indivíduo crescendo em casca de árvore no Canyon Madera, Arizona, a uma altitude de 1839 m; o líquen mais verde crescendo ao lado é do gênero Flavopunctelia.

No México, Punctelia hypoleucites foi registrado nos estados de México, Guerrero, Puebla, Hidalgo, Veracruz, Jalisco, Michoacán, Colima, Nayarit e Zacatecas. É um dos liquens foliosos mais abundantes na região de Nueva Galicia. Nos Estados Unidos, onde é relativamente raro, o líquen é encontrado na região sudoeste do país; especificamente, foi registrado no Arizona, Novo México e Texas. Registrado pela primeira vez na África Oriental em 1977, ocorre na Etiópia e no Quênia. Na América do Sul, está presente na Argentina e na Bolívia.
O líquen cresce sobre a casca, geralmente de árvores decíduas ou coníferas. É um membro conspícuo da flora liquênica em certas partes de sua distribuição, como em florestas de carvalhos e carvalhos com pinheiros em altitudes elevadas – acima de 2000 m. Nessas áreas, foi observado como parte de comunidades liquênicas epífitas prósperas, junto com Flavopunctelia flaventior e espécies dos gêneros Everniastrum, Heterodermia, Hypogymnia e Parmotrema. Em altitudes mais baixas, está praticamente ausente, apesar da abundância de substratos potenciais, e os indivíduos encontrados tendem a não possuir apotécios nem picnídios. Os gêneros de árvores nos quais o líquen foi registrado incluem as decíduas Acer, Alnus, Arbutus, Quercus, Fraxinus, Prosopis, Prunus, Salix, Willardia e as coníferas Cupressus, Juniperus, Pinus e Pseudotsuga.
Devido à ocorrência generalizada de Punctelia hypoleucites em locais urbanos e industriais nos arredores de Tandil, Argentina, foi proposto como um potencial bioindicador de poluição do ar nessa cidade.
Um estudo sobre a recolonização pós-fogo de espécies liquênicas epífitas dominantes em Quercus hypoleucoides [en] determinou que o principal meio de recolonização para P. hypoleucites é a dispersão de esporos.